# Rudolf Rocker
Johann Rudolf Rocker (Maguncia,  25 de marzo de 1873-cerca de Nueva York, 19 de septiembre de 1958) fue un anarcosindicalista, escritor y activista alemán. Autodeclarado anarquista sin adjetivos, Rocker llegó a la conclusión de que las escuelas anarquistas representan solo "diferentes métodos de la economía" y que el primer objetivo de los anarquistas era "garantizar la libertad personal y social de los hombres".

## Primeros años
Nacido en la ciudad alemana de Maguncia, en Hesse (actualmente, Renania-Palatinado), el 25 de marzo de 1873. Era el segundo de tres hermanos.
Sus padres, un litógrafo, Georg Philipp Rocker, y su esposa Anna Margaretha Naumann, católicos aunque no particularmente devotos, murieron cuando Rocker tenía corta edad.
Su padre venía de una familia de tradición democrática y antiprusiana que se remonta al abuelo de Rocker, participante en la Revolución de marzo de 1848. Sin embargo, Georg Philipp murió solo cuatro años después del nacimiento de Rocker. Después de esto, la familia logró eludir la pobreza, gracias al apoyo masivo de la familia de su madre. El tío y padrino de Rocker, Carl Rudolf Naumann, largo tiempo miembro del Partido Socialdemócrata de Alemania (SPD), se convirtió en un sustituto de sus padres muertos y un modelo, que dirige el desarrollo intelectual del niño. 
A Rocker le contrariaban los métodos autoritarios de su maestro de escuela llamando al hombre un "corazón déspota". Fue, por tanto, un mal estudiante. Cuando tenía diez años, su madre se casó de nuevo, con Ludwig Baumgartner. 
Rocker sufrió una profunda conmoción cuando su madre murió en febrero de 1877. Poco después de que su padrastro se casase de nuevo, Rocker fue enviado a un orfanato. Hastiado por la incondicional obediencia exigida por el orfanato católico y atraído por la perspectiva de aventura, Rocker se fugó del orfanato en dos ocasiones. 
La primera vez se marchó solo a los bosques de los alrededores de Maguncia con ocasionales visitas a la ciudad para conseguir alimentos, siendo atrapado tres noches más tarde. La segunda vez, a la edad de catorce años, como reacción a que el orfanato quería hacerle aprendiz de hojalatero. Durante ese tiempo trabajó de chófer para Köln-Düsseldorfer Dampfschiffahrtsgesellschaft. Le gustaba salir de su ciudad natal y viajar a lugares como Róterdam. Después de su regreso, comenzó un aprendizaje para convertirse en tipógrafo, como su tío Carl.
Carl también tenía una importante biblioteca que constaba de literatura socialista. Rocker estuvo particularmente impresionado por los escritos de Constantin Franz, un federalista y opositor del centralizado Imperio alemán de Bismarck, de Eugen Duhring, un socialista antimarxista, en cuya teoría había algunos aspectos anarquistas; novelas como Los miserables de Víctor Hugo y Looking Backward de Edward Bellamy, así como la tradicional literatura socialista, tales como El capital de Karl Marx y Ferdinand Lasalle y los escritos de August Bebel. 
Rocker se convirtió en socialista y regularmente discutía sus ideas con los demás. Su empleador se convirtió en la primera persona que convirtió al socialismo. Bajo la influencia de su tío, se afilió al Partido Socialdemócrata Alemán (SPD) y al sindicato de tipógrafos en Maguncia.

## Rocker en el movimiento socialdemócrata
En 1890 se ofreció para la campaña electoral del SPD, que se organizó en semiclandestinidad a causa de la continua represión del gobierno, ayudando al candidato Franz Jost a conseguir el asiento para el distrito Maguncia-Oppenheim en el Reichstag. Debido a que el puesto estaba muy disputado, importantes figuras como August Bebel, Wilhelm Liebknecht, Georg von Vollmar, y Paul Singer visitaron la ciudad para ayudar a Jost, y así Rocker tuvo la oportunidad de escucharles. 
En 1890, se abrió una gran brecha en el SPD acerca de las tácticas a llevar a cabo tras la entrada en vigencia de las Leyes Anti-Socialistas. Se formó entonces un grupo de oposición dentro del partido, los llamados Die Jungen (Los jóvenes). Si bien el partido dirigente consideró el parlamento como un medio de cambio social, Die Jungen pensó que podría ser utilizado para difundir el mensaje socialista. Ellos no estaban dispuestos a esperar el colapso de la sociedad capitalista, tal como se predijo por el marxismo, sino que querían iniciar una revolución tan pronto como fuera posible. Este grupo fue especialmente fuerte en Berlín, Magdeburgo y Dresde, aunque había unos pocos adeptos en Maguncia, entre ellos Rudolf Rocker. En mayo de 1890, comenzó un círculo de lectura, llamado Freiheit (Libertad), para estudiar los temas teóricos más intensamente. 
Después de que Rocker criticara a Jost y se negara a retractarse de sus declaraciones, fue expulsado del partido. Lo mismo ocurrirá con el resto de Die Jungen en octubre de 1891. Sin embargo, se mantuvo activo e incluso ganó influencia en el movimiento obrero socialista en Maguncia. Aunque había conocido las ideas anarquistas como resultado de sus contactos con Die Jungen en Berlín, su conversión al anarquismo no se produjo hasta el Congreso de Bruselas de la Internacional Socialista en agosto de 1891. Acabó decepcionado con los debates en el Congreso, ya que, sobre todo los delegados de Alemania, se negaron explícitamente a denunciar el militarismo.[cita requerida] Le impresionó el socialista neerlandés y más tarde anarquista Domela Nieuwenhuis, que atacó a Liebknecht por su falta de militancia. 
Rocker conocería a Karl Hofer, un alemán activo en el contrabando de la literatura anarquista de Bélgica a Alemania. Höfer le dio Dios y el Estado de Bakunin y La moral anarquista de Kropotkin, dos de las más influyentes obras anarquistas clásicas, así como ejemplares del periódico Autonomie. Rocker se convenció de que el origen de las instituciones políticas estaba en una creencia irracional en una autoridad suprema, como Bakunin afirma en Dios y el Estado. Sin embargo, Rocker no compartía con el ruso el rechazo de la propaganda teórica y su afirmación de que solo las revoluciones puede lograr un cambio. De todos modos, se sintió muy atraído por el estilo de Bakunin, marcado por su pathos, emoción, y entusiasmo, diseñado para dar al lector una impresión del calor de los momentos revolucionarios.[cita requerida] Rocker incluso trató de emular este estilo en sus discursos, pero no era muy convincente.[cita requerida] Los escritos anarcocomunistas de Kropotkin, por otra parte, estaban estructurados de forma lógica y contenían una descripción elaborada de la sociedad anarquista del futuro. Su premisa básica, que un individuo tiene derecho a recibir los medios básicos de vida de la comunidad independientemente de su contribuciones personales, impresionó a Rocker.
En 1891, todos los Die Jungen fueron expulsados del SPD o lo dejaron voluntariamente. Luego se fundó la Unión de Socialistas Independientes (VUS). Rocker se convirtió en miembro y fundó una sección local en Maguncia, en su mayoría activa en la distribución en la ciudad de literatura anarquista prodecente del contrabando de Bélgica o de los Países Bajos. Fue un habitual orador en las reuniones sindicales. El 18 de diciembre de 1892, habló en una reunión de los trabajadores desempleados. Impresionado por el discurso de Rocker, el orador que lo siguió, que no era de Maguncia, y por tanto no sabía en qué punto la policía intervendría, incitó a los desempleados a tomar de los ricos, y no dejarse morir de hambre. La reunión fue luego disuelta por la policía. El orador fue detenido, mientras Rocker consiguió escapar. Decidió huir de Alemania a París a través de Fráncfort, con el fin de aprender nuevas lenguas, conocer a grupos anarquistas en el extranjero, y, sobre todo, para escapar de la conscripción.

## Exilio

### París
En París, estuvo por primera vez en contacto con el anarquismo judío. En la primavera de 1893, fue invitado a la reunión de judíos anarquistas, asistió a la reunión y quedó impresionado.[cita requerida] Aunque ni judío por nacimiento ni por creencias, frecuentó la reunión del grupo y la celebración de conferencias. Salomón Rappaport, más tarde conocida como S. Ansky, permitió Rocker vivir con él, como eran tipógrafos y compartían las herramientas de Rappaport. Durante este período, Rocker también llegó por primera vez en contacto con la mezcla de ideas anarquista y sindicalista representada por la Confederación General del Trabajo (CGT), que influyó en él en largo plazo. En 1895, como resultado de la lucha contra el pensamiento anarquista en Francia, viajó Rocker a Londres a visitar el consulado alemán y examinar la posibilidad de regresar a Alemania, pero se le dijo que sería encarcelado a su regreso.

### Londres
Rocker decidió entonces ir a Londres. Obtuvo un trabajo como bibliotecario de la Unión Comunista de los Trabajadores de la Educación, donde conoció a Louise Michel y Errico Malatesta, dos influyentes anarquistas. Consternado, fue testigo de la pobreza en el predominantemente judío East End. Se incorporó a los judíos anarquistas Arbeter Fraint, grupo del que había conocido gracias a sus compañeros franceses. Allí, conoció a la que sería su compañera el resto de su vida, Milly Witkop. Milly era una ucraniana de origen judío, que había huido a Londres en 1894. 
En mayo de 1897, habiendo perdido su puesto de trabajo y con poca oportunidad de re-empleo, Rocker fue persuadido por un amigo para ir a Nueva York. Rocker y Witkop llegaron el día 29 a Nueva York, Estados Unidos. Sin embargo, no fueron admitidos en el país, al no estar casados jurídicamente. Se negaron a formalizar su relación. Rocker explicó que su relación era un acuerdo libre entre mi esposa y yo. Es un punto de vista puramente privado que sólo nos concierne a nosotros mismos, y que no necesita ninguna confirmación de la ley. Witkop agregó: El amor es siempre libre. Cuando el amor deja de ser libre es prostitución. La noticia mereció la primera página en la cobertura de la prensa nacional. El Comisionado General de Inmigración, el ex Caballero de Trabajo Terence V. Powderly, aconsejó a la pareja casarse para resolver el asunto, pero se negaron y fueron deportados a Inglaterra en el mismo barco en que habían llegado.

### Los años dorados del anarquismo judío
Incapaz de encontrar un empleo a su regreso, Rocker decidió dirigirse en Liverpool. Un excompañero de Whitechapel lo convenció para convertirse en el editor de un periódico semanal en yiddish recién fundado llamado Dos Fraye Vort (La palabra libre), a pesar de que no hablaba yiddish por entonces. Solo aparecieron ocho números del periódico. A pesar de que recibió algunos fondos de judíos en Nueva York, la supervivencia financiera de la revista es precaria desde sus inicios. Sin embargo, muchos voluntarios ayudaron a través de la venta del periódico en las esquinas y en los talleres. Durante este tiempo, Rocker se dedicó sobre todo a luchar contra la influencia del marxismo y el materialismo histórico en el movimiento obrero judío de Londres. La Arbeter Fraint publicaría un total de 20 ensayos de Rocker sobre el tema, siendo el primer examen crítico del marxismo en yiddish, según William J. Fishman. Los problemas financieros del Arbeter Fraint significarían para Rocker que rara vez vería dinero por su labor como cuando se comprometió a hacerse cargo de la revista. La revista dependía de la ayuda financiera de Witkop, viéndose obligada finalmente a cesar su publicación por falta de fondos.
No queriendo quedar sin medios de propaganda, Rocker fundó Zsherminal or Germinal, en marzo de 1900. En comparación con Arbeter Fraint, era más teórica, una aplicación del pensamiento anarquista al análisis de la literatura y la filosofía. Se trataba de una evolución hacia el pensamiento kropotkiano. La revista consiguió sobrevivir hasta marzo de 1903. En 1902, los judíos de Londres fueron víctimas de una ola de antisemitismo, mientras Rocker estaba ausente en la ciudad de Leeds. Al regresar en septiembre, contempló con agrado que los anarquistas judíos habían mantenido viva a la Arbeter Fraint. El 26 de diciembre, en una conferencia de todos los anarquistas judíos de la ciudad, se decidió relanzar la Arbeter Fraint como el órgano de todos los anarquistas judíos de Gran Bretaña y París, convirtiéndose Rocker en su editor. El primer número apareció el 20 de marzo de 1903.
A raíz del pogromo de Kishinev en Rusia, Rocker encabezó una manifestación en solidaridad con las víctimas, siendo el mayor acto de los judíos de Londres hasta entonces. Posteriormente viajó a Leeds, Glasgow y Edimburgo, dando conferencias sobre este tema. Desde 1904, el movimiento anarquista en los trabajadores judíos llegaría a sus "edad dorada", de acuerdo con William J. Fishman. En 1905 se reanudaría la publicación de Germinal, con una tirada de 2500 ejemplares, mientras la Arbeter Fraint alcanzaría una tirada de 5000. En 1906, se creó un club para los trabajadores judíos y gentiles, un objetivo deseado por el grupo en torno a Arbeter Fraint desde hace años. El "Club Amigo de los Trabajadores", sería fundado en una antigua iglesia metodista en la calle Jubileo. Rocker, entonces un orador muy elocuente, se convirtió en su portavoz. La popularidad tanto del club como del mismo Rocker resonaría fuera de la escena anarquista, entablando Rocker relación con varios judíos no anarquistas, como con el filósofo sionista Ber Borochov.
Desde el 8 de junio de 1906, Rocker participaría en una huelga de los trabajadores textiles. Los salarios y condiciones laborales en East End eran peores que en el resto de Londres. Rocker fue miembro del comité de huelga, como otros dos miembros del Arbeter Fraint. La huelga fracasó debido a la falta de fondos. El 1 de julio, todos los trabajadores regresarían a los talleres. En 1907, Rocker acudiría al Congreso Anarquista de Ámsterdam, y se convirtió el secretario de la nueva internacional anarquista, que solo duraría hasta 1911. En 1907 nacería su hijo Fermín. En 1909, durante una visita a Francia, tras una protesta contra el asesinato del pedagogo anarquista Ferrer Guardia, volvería a ser deportado a Inglaterra.
En 1912, Rocker destacaría, otra vez, en una huelga de los encargados de tiendas de ropa. A finales de abril de 1500 sastres del barrio de West End, mejor pagados y cualificados que los de East End, se pusieron sorprendentemente en huelga. En mayo, el número de huelguistas era de entre 7.000 y 8.000. Dado que gran parte del trabajo de West End se estaba realizando en el East End, los sastres sindicados, bajo influencia del Arbeter Fraint, declararon su apoyo a la huelga. Rocker vio esto como una oportunidad para los sastres de East End para luchar por sus condiciones de trabajo, aunque tenía miedo de una reacción antisemita. Hizo un llamamiento a la huelga general. Su llamamiento no tuvo mucho seguimiento, ya que el 70% de los sastres de East End, se dedicaban a la fabricación directa al comercio. No obstante, 13 000 inmigrantes se declararon en huelga el 8 de mayo. Rocker se convertiría en miembro del comité de huelga y presidente de la subcomisión financiera, siendo responsable de la recogida de dinero y otros artículos de primera necesidad para los trabajadores en huelga. El 24 de mayo, una asamblea masiva decidió continuar la huelga, influida por un discurso de Rocker. Al día siguiente, se cumplieron todas las demandas de los trabajadores.

### La Gran Guerra
Rocker se opuso a ambos bandos de la Primera Guerra Mundial por razones internacionalistas. Aunque la mayoría en el Reino Unido y en Europa continental esperaba una corta guerra, Rocker previno el 7 de agosto de 1914 "el mundo conocería un período de asesinato en masa nunca visto anteriormente", y atacó a la Segunda Internacional por no oponerse a la guerra. Rocker, junto a otros miembros de Arbeter Fraint, organizó un comedor de beneficencia sin precios fijos para aliviar el empobrecimiento seguido durante la Gran Guerra. Hubo un debate entre Kropotkin, que apoyó a los aliados, y Rocker en Arbeter Fraint entre octubre y noviembre. El 2 de diciembre sería detenido y encarcelado como enemigo extranjero, tras hacer un llamamiento contra la guerra. Su detención fue resultado de un sentimiento antialemán en el país. Arbeiter Fraint sería prohibida en 1915. El movimiento anarquista judío de Gran Bretaña no se recuperaría de estos golpes.

## Regreso a Alemania

### De la FVdG a la FAUD
En marzo de 1918, Rocker llegaría a los Países Bajos en virtud de un acuerdo de intercambio de prisioneros a través de la Cruz Roja. Allí se quedó en casa del líder socialista Domela Nieuwenhuis.
Regresaría a Alemania en noviembre de 1918 invitado por Fritz Kater a unirse a él en Berlín para volver a construir la Asociación Libre de Sindicatos Alemanes (FVdG). El FVdG sufriría una transformación radical tras salirse en 1908 del DOCUP haciéndose cada vez más sindicalista y anarquista. Durante la Primera Guerra Mundial, no pudo continuar sus actividades por temor de la represión gubernamental, permaneciendo como una organización clandestina. Rocker se opone en la FVdG a una alianza con los comunistas durante la revolución de noviembre, debido a su rechazo del marxismo, especialmente a su concepto de dictadura del proletariado. Poco tiempo después, Rocker enfermaría, pasando un tiempo convaleciente. 
Comenzó a dar discursos públicos en marzo de 1919, uno de ellos en el congreso de trabajadores de municiones de Erfurt, donde se les instó a dejar de producir material de guerra. Durante este periodo, la FVdG creció rápidamente y la coalición con los comunistas pronto comenzó a derrumbarse. Finalmente, todos los sindicalistas miembros del Partido Comunista de Alemania (KPD) fueron expulsados. Entre los días 27 y 30 de diciembre de 1919, la organización celebró su duodécimo congreso en Berlín. Entonces la FVdG decidió cambiar su denominación por la de Unión Libre de Trabajadores de Alemania (FAUD), sobre la base de una declaración escrita por Rocker, Prinzipienerklärung des Syndikalismus (Declaración de principios sindicalistas). En ella, se rechazaba a los partidos políticos y la dictadura del proletariado como conceptos burgueses. El programa defendía la propiedad pública de la tierra, los medios de producción y las materias primas, siendo rechazadas la estatalización y la idea de un estado comunista. Rocker también denunciaba al nacionalismo como la religión del Estado moderno y se opuso a la violencia, defendiendo el derecho de los trabajadores al uso de la acción directa y a la educación.

### Ascenso y ocaso del movimiento sindicalista
Tras el asesinato del anarquista Gustav Landauer durante el levantamiento de la República de los Consejos de Baviera, Rocker se hizo cargo de la edición en alemán de los escritos de Kropotkin. En 1920, el ministro de Defensa socialdemócrata Gustav Noske, comenzó la represión contra la izquierda revolucionaria, acabando Rudolf Rocker y Fritz Kater en prisión. Allí, Rocker convirtió a Kater, que todavía defendía algunos ideales socialdemocráticos, totalmente al anarquismo.
En los años siguientes, Rocker se convirtió en uno de los colaboradores más habituales del órgano de la FAUD Der Syndikalist. En 1920, la FAUD acogió una conferencia sindicalista internacional, que condujo a la fundación de la Asociación Internacional de los Trabajadores (AIT) en diciembre de 1922. Augustin Souchy y Alexander Shapiro se convertirían en sus secretarios, y Rudolf Rocker escribiría su programa. En 1921 también escribió Der des Bankrott russischen Stattskommunismus (La bancarrota del comunismo de Estado ruso), acerca de la Unión Soviética. Acusó a la Unión Soviética de instaurar una gran opresión sobre cada una de las libertades y de reprimir a los anarquistas desde la purga del 12 de abril de 1918. Apoyó a los trabajadores que participaron en el levantamiento de Kronstadt y al movimiento campesino del anarquista Nestor Makhno, al que conocería en Berlín en 1923. En 1924, Rocker publicaría una biografía del anarquista alemán Johann Most llamada Das Leben eines Rebellen (La vida de un rebelde). En 1925, Rocker convenció al historiador anarquista Max Nettlau para iniciar la publicación de su antología Geschichte der Anarchie (Historia de la anarquía).
Durante mediados de los años 1920, comenzó el descenso del movimiento anarcosindicalista en Alemania. La FAUD llegó a su pico de 150.000 miembros en 1921, pero luego empezó a perder afiliados en relación con el KPD y al SPD. Rocker atribuyó esta pérdida a la mentalidad de los trabajadores alemanes, acostumbrados a la disciplina militar, acusando a los comunistas de la utilización de tácticas similares a la de los nazis, y por tanto, atraer a así a los trabajadores. Por aquel entonces planificó trabajar en un breve libro sobre el nacionalismo, que acabaría convirtiéndose en el libro Nacionalismo y Cultura, que se publicaría en 1937, convirtiéndose en una de las obras más conocidas de Rocker. 
En 1925, Rocker realizó una visita a Norteamérica, dando una gira de conferencias con un total de 162 apariciones. Volviendo a Alemania en mayo de 1926, le preocupó cada vez más el ascenso del nacionalismo y del fascismo. Escribió a Nettlau en 1927: Todo comienza con el nacionalismo de un Mazzini, pero en su sombra acecha ya un Mussolini. En 1929, Rocker cofundó la editorial Gilde freiheitlicher Bücherfreunde (Gremio de bibliófilos libertarios). Ese mismo año realizó una gira por Escandinavia y, al igual que le pasó en Estados Unidos y Canadá, quedaría impresionado por el movimiento anarcosindicalista sueco. A su regreso a Alemania, se preguntó incluso si los alemanes eran capaz de comprender el pensamiento anarquista. En las elecciones de 1930, el Partido Nazi consiguió el 18,3% del de los votos, sumando 6 millones en total. Rocker se mostraba preocupado: Una vez que los nazis lleguen al poder, vamos a seguir todos el camino de Landauer (que fue asesinado por los reaccionarios durante el levantamiento de la República Soviética en Múnich.

### Ascenso de los nazis al poder
En 1931, Rocker asistió al Congreso de la AIT en Madrid y a la inauguración del memorial de Nieuwenhuis en Ámsterdam. En 1933, los nazis llegaron al poder. Después del incendio del Reichstag el 27 de febrero, Rocker y Witkop decidieron salir de Alemania. A medida que se marchaban, recibieron la noticia de la detención del anarquista Erich Müsham. Después de su muerte en julio de 1934, Rocker escribiría un texto llamado Der Leidensweg Erich Müsham (La vida y sufrimiento de Erich Müsham), sobre la suerte seguida por el anarquista. El 8 de marzo Rocker llegaría a Basilea, Suiza. Dos semanas más tarde, Rocker y Mitkop se unirían a Emma Goldman en St. Tropez, Francia. Allí escribió Der Weg ins Dritte Reich (El camino hasta el Tercer Reich), acerca de los acontecimientos en Alemania, siendo publicado solo la versión castellana.
En mayo, Rocker y Witkop llegaron hasta Londres. Allí Rocker sería recibido con beneplácito por muchos judíos anarquistas, compañeros de años atrás. Dio una serie de conferencias por la ciudad. En julio, asistió a una reunión extraordinaria de la AIT, que decidió hacer entrar clandestinamente en la Alemania nazi su órgano Die Internationale.

## Estados Unidos

### Primeros años
El 27 de agosto, Rocker se estableció en Nueva York con su compañera. Allí se reunieron con su hijo Fermín, que se había establecido allí después de que acompañara a su padre en 1929 durante su gira por los EE. UU. La familia Rocker se fue a vivir con una hermana de Witkop en Towanda, Pensilvania, donde vivían muchas familias de ideología libertaria o progresista. En octubre, Rocker daría otra gira de conferencias por los Estados Unidos y Canadá, hablando sobre el racismo, el fascismo, la dictadura o el socialismo en yiddish, inglés y alemán. Se encontró con muchos de sus antiguos compañeros en Londres, que habían emigrado a América, y se convirtió en editor de Freie Arbeiter Stimme, un periódico anarquista judío. 
De nuevo en Towanda en el verano de 1934, comenzó a trabajar en una autobiografía, pero la noticia de la muerte de Müsham le obligó a detener su trabajo. Él estaba trabajando en Nacionalismo y cultura, cuando estalló la guerra civil el 19 de julio en España, devolviendo a Rocker parte de su optimismo. Publicó entonces un folleto titulado Verdad sobre España y más tarde el libro Tragedia en España, que analizaba los acontecimientos con más detalle. En septiembre de 1937, él y Witkop se trasladaron a la comuna anarquista Colonia Mohegan, a 50 millas (80 km) de la ciudad de Nueva York.
En 1937, fue publicado Nacionalismo y cultura, libro que había comenzado doce años antes. Rápidamente se publicaría una edición en castellano en tres volúmenes en Barcelona. Sería el más conocido de sus trabajos. En 1938, Rocker publicaría una historia del pensamiento anarquista, donde rastrearía ecos del pensamiento anarquista hasta en los tiempos antiguos. Una versión de dicho ensayo se publicará en 1949 con el título de Anarquismo y anarcosindicalismo.

### La Segunda Guerra Mundial y sus últimos años
En 1939, Rocker tuvo que someterse a una operación seria y se vio obligado a renunciar a seguir dando conferencias. Muchos de sus amigos murieron por aquella época: Alexander Berkman en 1936, Emma Goldman en 1940, Max Nettlau en 1944, y muchos antiguos compañeros en Alemania que fueron a parar en los campos de concentración de los nazis. Aunque se había opuesto firmemente a la posición de Kropotkin en la Primera Guerra Mundial, Rocker sostuvo que los esfuerzos de los Aliados durante la Segunda Guerra Mundial fueron justos, y a última instancia permitiría la supervivencia de los valores libertarios. Aunque veía cada Estado como un aparato coercitivo destinado a garantizar la explotación económica de las masas, defendió las libertades democráticas, que consideraba resultado de un deseo de libertad por parte de la opinión pública. Esta posición fue criticada por muchos anarquistas estadounidenses, que no apoyaron ninguna guerra. 
Después de la Segunda Guerra Mundial, en un informe en el Fraye Arbeter Shtime, se detalla la situación de los anarquistas alemanes y se hace un llamamiento a los estadounidenses para apoyarlos. En febrero de 1946, organiza envío a gran escala de paquetes de ayuda a los anarquistas en Alemania. En 1947 publicó Zur Betrachting der Lage in Deutschland, sobre la imposibilidad de otro movimiento anarquista en Alemania. En él Rocker manifestaba que el pensamiento de los jóvenes alemanes fue o bien totalmente cínico o incluso inclinado al fascismo, y espera que pase una nueva generación antes de que el anarquismo pueda florecer de nuevo en su país. Sin embargo, en 1947 se fundó la Federación de Socialistas Libertarios (FFS), fundada por antiguos miembros de la FAUD. Rocker escribió para su órgano, Die Freie Gesellschaft (La comunidad libre), que sobrevivió hasta 1953. En 1949 publicaría Pioneros de la libertad americana. En su octogésimo cumpleaños en 1953, se celebró una cena en honor a Rocker. Recibió mensajes de felicitación de personalidades como Thomas Mann, Albert Einstein, Herbert Read o Bertrand Russell.
Moriría el 10 de septiembre de 1958, en la Colonia Mohigan.

## Pensamiento

### Nacionalismo y cultura
Nacionalismo y cultura sería la obra más conocida de Rudolf Rocker. En ella Rocker afirma que "toda política es en última instancia religión": ambas esclavizan a su creador, el hombre, y ambas afirman ser la fuente de todo progreso cultural. En Nacionalismo y cultura, Rocker aspira demostrar la afirmación de que la cultura y el poder son esencialmente conceptos antagónicos. Aplica este modelo a la historia de la humanidad, analiza la Edad Media, el Renacimiento, la Ilustración, la sociedad capitalista moderna y al movimiento socialista. Llega a la conclusión de la necesidad de promoción de un "nuevo socialismo humanitario". 
En resumen, señala la ruptura existente entre el nacionalismo moderno y el proceso general de la cultura, considerando el ambiente intelectual en que se mueve un individuo más fuerte que las supuestas influencias del "espíritu nacional". En el primer capítulo de la obra, titulado La insuficiencia del materialismo económico, sitúa la voluntad de poder como un factor histórico en el desarrollo de la humanidad. De igual manera plantea, como lo hiciera Max Weber años antes, la imposibilidad de analizar la historia con métodos científicos y critica la visión de "mera superestructura", que la escuela marxista tiene sobre el Estado.
Asimismo, la obra contiene una variada cantidad de capítulos que abarcan desde el absolutismo europeo a las manifestaciones del arte contemporáneo

### Pioneros de la libertad americana
Publicada en 1949, Pioneros de la libertad americana, consiste en una serie de ensayos, que analiza las raíces nativas del liberalismo libertario y del anarquismo individualista en los Estados Unidos, tratando de desenmascarar la idea de que el pensamiento radical era ajeno a la historia y cultura de América y que el pensamiento libertario había sido importado por los inmigrantes.